# El Carmen (Pando)
El Carmen ist eine Ortschaft im Departamento Pando im Tiefland des südamerikanischen Anden-Staates Bolivien.

## Lage im Nahraum
El Carmen ist eine Ortschaft im Kanton Costa Rica im Municipio Bella Flor und liegt auf einer Höhe von 166 m in der Provinz Nicolás Suárez. Fünf Kilometer südlich von El Carmen verläuft der Río Tahuamanu, der sich flussabwärts bei der Stadt Puerto Rico mit dem Río Manuripi zum Río Orthon vereinigt, der 410 km unterhalb des Zusammenflusses in den Río Beni mündet.

## Geographie
El Carmen liegt im bolivianischen Tiefland im Flusssystem des Amazonas, weite Strecken der Region sind noch mit tropischem Regenwald bedeckt, das Klima der Region ist das humide Regenklima der Tropen.
Die mittlere Jahrestemperatur der Region liegt bei 26,5 °C (siehe Klimadiagramm Puerto Rico/Bolivien), die Monatsdurchschnittstemperaturen schwanken nur unwesentlich zwischen 25 °C im Juni und Juli und über 27 °C von September bis Januar. Der Jahresniederschlag beträgt 1800 mm, die Niederschlags-Höchstwerte liegen bei über 200 mm von Dezember bis März, und nur die kurze Trockenzeit von Juni bis August weist Monatsniederschläge von jeweils 30 mm auf.

## Verkehrsnetz
El Carmen liegt in einer Entfernung von 154 Straßenkilometern östlich von Cobija, der Hauptstadt des Departamentos.
Von Cobija aus führt die 370 Kilometer lange Nationalstraße Ruta 13 nach Osten über Porvenir nach El Carmen und weiter nach Puerto Rico, wo sie den Río Orthon überquert. Endpunkt der Ruta 13 ist El Triangulo (El Choro), wo sie auf die Ruta 8 trifft, die von Guayaramerín und Riberalta im Norden nach Reyes, Rurrenabaque und Yucumo im zentralen bolivianischen Tiefland führt.

## Bevölkerung
Die Einwohnerzahl der Ortschaft ist im vergangenen Jahrzehnt leicht angestiegen:
| Jahr | Einwohner   | Quelle       |
| ---- | ----------- | ------------ |
| 1992 | keine Daten | Volkszählung |
| 2001 | 125         | Volkszählung |
| 2013 | 166         | Volkszählung |
| 2024 |             | Volkszählung |